# 4 mosche di velluto grigio
4 mosche di velluto grigio (llamado Cuatro moscas sobre terciopelo gris en Argentina, 4 moscas sobre terciopelo gris en España y 4 moscas de terciopelo gris en México y Venezuela) es una película italiana de 1971 dirigida por Dario Argento. Supone el fin de la trilogía Animales.

## Argumento
Roberto Tobias, batería de una banda de rock, es perseguido por una figura sospechosa. Persigue y se enfrenta al acosador, que saca un cuchillo; en la siguiente lucha, Roberto apuñala accidentalmente y aparentemente mata al hombre. Una figura enmascarada toma varias fotografías mientras esto sucede. En los días siguientes, Roberto recibe cartas amenazadoras sobre haber matado al acosador, que se llamaba Carlo Marosi.
Esa misma noche, en su casa, Roberto es emboscado por el individuo enmascarado, quien le dice que no han terminado con él, antes de noquearlo. La criada, Amelia, es testigo de esto desde las sombras. Cuando la esposa de Roberto, Nina, regresa a casa, él le confiesa todo pero se niega a acudir a la policía, ya que será arrestado por el asesinato de Marosi. Amelia, que ahora conoce la identidad de la figura enmascarada, intenta chantajearlos, pero en cambio es asesinada en un parque. La prima de Nina, Dalia, llega para quedarse con Nina y Roberto, a pesar de la desgana de Roberto.
Por otra parte, Carlo Marosi sigue vivo: su enfrentamiento con Roberto fue escenificado con un cuchillo retráctil. Marosi trabaja para el torturador de Roberto. Nervioso por el asesinato de Amelia, Marosi intenta retractarse de su arreglo, pero en cambio la figura misteriosa lo mata.
Roberto contrata a Arrosio, un extravagante detective, para identificar a su torturador. Cuando Roberto regresa a casa, encuentra a Nina saliendo. Ella le dice que ya no se quedará en la casa con alguien acosándolos. Roberto decide quedarse. Esa noche, Dalia se ofrece a cuidar de Roberto mientras tanto, y los dos comienzan a tener citas sexuales.
Arrosio, luego de investigar la historia de Roberto y Nina, visita Villa Rapidi, un centro psiquiátrico. Habla con un médico sobre un paciente no identificado al que se le diagnosticó un maníaco homicida. Cuando el padre de este paciente murió repentinamente, los síntomas psicóticos desaparecieron inexplicablemente y el paciente fue dado de alta. Más tarde, mientras sigue al paciente no identificado, Arrosio es emboscado y asesinado con una jeringa llena de veneno.
Mientras tanto, mirando fotos familiares, Dalia nota una extraña similitud entre una foto de Roberto y otra foto que el público no puede ver. El asesino aparece de repente y la apuñala hasta matarla. La policía usa la optografía para generar una imagen de lo último que vio Dalia antes de morir, pero solo obtienen una imagen borrosa de cuatro manchas oscuras sobre un fondo gris. El técnico dice que la imagen parece "cuatro moscas sobre terciopelo gris".
Sabiendo que el asesino probablemente vendrá por él a continuación, Roberto espera con un arma en su casa a oscuras. El amigo de Roberto, Godfrey, llama, pero la línea se corta repentinamente. En ese momento, Nina llega a casa. Roberto la insta a que se vaya por su propia seguridad, pero luego ve el collar de Nina. Es una mosca encerrada en un cristal, y al balancearse da la apariencia de varias moscas sobre un fondo gris.
Cuando Roberto se da cuenta de que Nina es la asesina, Nina agarra el arma de Roberto y le dispara en el hombro. Nina, sosteniendo a Roberto a punta de pistola, explica que su padrastro abusivo la envió al manicomio de Villa Rapidi. Su muerte curó su condición pero la dejó frustrada, porque había querido matarlo. Debido a que Roberto tiene un parecido sorprendente con su padrastro, Nina decidió atormentar y asesinar a Roberto como sustituto de él. Se casó con él y planeó el elaborado y cruel juego que ha jugado con él. Nina dispara repetidamente a Roberto, pero llega Godfrey y distrae a Nina para que Roberto pueda quitarle el arma de las manos. Nina se aleja a toda velocidad en un automóvil, pero choca contra la parte trasera de un camión. El parachoques trasero del camión la decapita y el automóvil explota en una masa de llamas.

## Reparto
- Michael Brandon - Roberto Tobias
- Mimsy Farmer - Nina Tobias
- Jean-Pierre Marielle - Gianni Arrosio
- Bud Spencer - Diomede/Godfrey
- Aldo Bufi Landi - Patólogo
- Calisto Calisti - Carlo Marosi
- Marisa Fabbri - Amelia
- Oreste Lionello - El Profesor
- Fabrizio Moroni - Mirko
- Corrado Olmi - Portero
- Stefano Satta Flores - Andrea
- Laura Troschel - Maria
- Francine Racette - Dalia

- Datos: Q622201
- Multimedia: Four Flies on Grey Velvet / Q622201